# 马赛地铁2号线
马赛地铁2号线（法語：Ligne 2 du métro de Marseille）是法国东南部城市马赛的一条地铁线路，全长9.6公里。

## 历史
马赛地铁二号线是马赛地铁初期线网规划当中的一条线路，于1980年开始施工，1984年3月3日正式投入运营。此后2号线于1986年和1987年两次进行了延伸。
2019年12月16日，马赛地铁2号线向北延伸至热兹。

## 路线
马赛地铁2号线呈南北走向，由市区北部的热兹引出，呈"S"型连接若利耶特和圣夏勒火车站，再继续向南，在韦洛德罗姆球场附近转向东，最终到达圣玛格丽特。全线共13个车站，两次与1号线交汇，全程均在马赛市镇范围内。

## 运营
马赛地铁2号线每天运营时间为4:50至次日0:45，工作日白天平均3-6分钟一班，周日及节假日平均10分钟一班，不分大小交路，全程运行时间大约为17分钟。

## 车型
马赛地铁2号线使用MPM 76型号列车，共有15列，由阿尔斯通提供，和1号线相同。该列车使用胶质轮胎和导轨，以克服马赛地区的地形高差。每列列车为4节编组，可装载最多472人。

## 车辆所
2号线的车辆所为"佐科拉"（Zoccola），位于北侧的布干维尔站附近。

## 車站列表
所有車站都位於马赛。
| 马赛地铁2号线車站     |                 |                |          |                           |
| 中文站名              | 法文站名        | 站台类型       | 所在区域 | 可换乘线路                |
| 热兹站                |                 | 地面双侧式站台 | 15区     | 98                        |
| 布干维尔站            |                 | 高架双侧式站台 | 15区     | 28B                       |
| 国民站                |                 | 地下双侧式站台 | 3区      |                           |
| 德茜蕾·克拉里站       |                 | 地下双侧式站台 | 3区      |                           |
| 若利耶特站            |                 | 地下双侧式站台 | 2区      |                           |
| 茹尔·盖得站           |                 | 地下岛式站台   | 2区      |                           |
| 圣夏勒站              |                 | 地下双侧式站台 | 1区      | 圣夏勒火车站 圣夏勒汽车站 |
| 诺艾耶站              | Hôtel de région | 地下岛式站台   | 1区      |                           |
| 圣母山-朱利安街站     | Cours Julien    | 地下岛式站台   | 6区      |                           |
| 卡斯泰朗站            |                 | 地下双侧式站台 | 6区      |                           |
| 佩里耶站              |                 | 地下双侧式站台 | 8区      |                           |
| 普拉多转盘站          |                 | 地下双侧式站台 | 8区      |                           |
| 圣玛格丽特-德罗梅勒站 |                 | 高架双侧式站台 | 9区      |                           |
| 1.                    |                 |                |          |                           |